# Juillet 2000

## Dimanche2 juillet 2000
- Football : la France bat l'Italie lors de la finale du Championnat d'Europe de football 2000, 2 buts à 1, après prolongation.
- France : adoption par référendum à 73 % du statut de la collectivité d'outre-mer Mayotte.
- Formule 1 : Grand Prix automobile de France.

## Lundi10 juillet 2000
- Nigeria : une fuite d'un pipeline a causé l'explosion de celui-ci dans le sud du pays, entrainant la mort de 250 villageois occupés à nettoyer les déperditions de pétrole.

## Vendredi14 juillet 2000
- États-Unis d'Amérique : premier accord commercial avec le Viêt Nam depuis la fin de la guerre du Viêt Nam.
- Système solaire : éruption solaire Bastille Day event (en).

## Samedi15 juillet 2000
- Formule 1 : Grand Prix automobile d'Autriche.

## Dimanche16 juillet 2000
- rallye : Marcus Grönholm remporte le rallye de Nouvelle-Zélande

## Lundi17 juillet 2000
- Syrie : Bachar el-Assad Est le nouveau président de la République arabe syrienne par succession a son père Hafez el-Assad

## Mardi18 juillet 2000
- Royaume-Uni, Écosse : Alex Salmond démissionne de son poste de chef du Parti national écossais.

## Vendredi21 juillet 2000
Ouverture du G8 2000 à Nago au Japon

## Mardi25 juillet 2000
- France : crash d'un Concorde (Vol 4590 Air France) à la suite de l'éclatement d'un pneumatique à Gonesse tuant 100 passagers, 9 membres d'équipage et 4 personnes au sol.
- États-Unis : le sommet de Camp David II s'achève sans accords
- Israël : le 85e congrès mondial d'espéranto s’ouvre à Tel Aviv-Jaffa, jusqu’au 1er aout. Il est suivi par des participants venus de 61 pays et a pour thème « Langue et culture de paix ».

## Vendredi28 juillet 2000
- France : signature des Accords de Matignon sur le statut de la Corse.
- France, Marseille : Mort de Patrice de Peretti.

## Samedi29 juillet 2000
- Formule 1 : Grand Prix automobile d'Allemagne.

## Naissances
- 1er juillet :
  - Wiktor Długosz, footballeur polonais
  - Kiara Fontanilla, footballeuse internationale philippine
- 4 juillet : Joe Gauci, footballeur australien
- 5 juillet: Sebastian Korda, joueur de tennis américain
- 6 juillet : Jakub Minárik, joueur slovaque de hockey sur glace.
- 8 juillet : Amir Saipi, footballeur suisse
- 10 juillet : 
  - Kemehlo Nguena, footballeur français.
  - Daniel Peretz, footballeur israélien
- 12 juillet : Vinícius Júnior, footballeur brésilien
- 15 juillet : Paulinho, footballeur brésilien
- 19 juillet : Franco Fagúndez, footballeur uruguayen
- 21 juillet : Erling Haaland, footballeur norvégien-anglais
- 24 juillet : Leonardo Campana, footballeur équatorien
- 25 juillet : 
  - Mason Cook, acteur américain
  - Zhang Hao, chanteur chinois
  - Mateusz Kochalski, footballeur polonais
- 26 juillet :
  - Cheick Condé, footballeur guinéen
  - Aleksandar Jukic, footballeur autrichien
  - Thomasin McKenzie, actrice néo-zélandaise
  - Fahim Mohammad,  joueur d'échecs né au Bangladesh
- 30 juillet : Halla Bouksani, joueuse de badminton algérienne
- 31 juillet : Kim Sae-ron, actrice sud-coréenne († 16 février 2025).

## Décès
- 6 juillet : Wladyslaw Szpilman, pianiste polonais.
- 26 juillet :
  - Dalkhan Khodjaïev, historien, homme politique et militaire tchétchène.
  - John Tukey, statisticien américain.
  - Don Weis, réalisateur américain.
- 31 juillet : Constance Babington Smith, journaliste et écrivaine britannique (° 15 octobre 1912).